# Elliott Dexter
Elliott Dexter, nato Adelbert Elliott Dexter (Galveston, 29 marzo 1870 – Amityville, 23 giugno 1941), è stato un attore statunitense.

## Biografia
Attore cinematografico e teatrale, Elliot Dexter nacque il 29 marzo 1870. Fu un attore di vaudeville, cominciando la sua carriera nel cinema solo a quarantacinque anni. Nel 1915, anno del suo debutto sugli schermi, sposò l'attrice Marie Doro, ma la loro unione ebbe una breve durata e i due, dopo pochi anni, divorziarono.
Dexter si ritirò nel 1925. Il suo ultimo film fu Stella Maris, dove aveva come partner Mary Philbin.
Morì a settantun anni il 23 giugno 1941 ad Amityville.

## Filmografia
La filmografia è completa.

### Attore
- Helene of the North, regia di J. Searle Dawley (1915)
- The Masqueraders, regia di James Kirkwood (1915)
- Diplomacy, regia di Sidney Olcott (1916)
- Daphne and the Pirate, regia di Christy Cabanne (1916)
- The Heart of Nora Flynn, regia di Cecil B. DeMille (1916)
- The American Beauty, regia di William Desmond Taylor (1916)
- An International Marriage, regia di Frank Lloyd (1916)
- Public Opinion, regia di Frank Reicher (1916)
- The Victory of Conscience, regia di Frank Reicher (1916)
- The Lash, regia di James Young (1916)
- The Plow Girl, regia di Robert Z. Leonard (1916)
- Lost and Won, regia di Frank Reicher (1917)
- Castles for Two, regia di Frank Reicher (1917)
- The Tides of Barnegat, regia di Marshall Neilan (1917)
- A Romance of the Redwoods, regia di Cecil B. DeMille (1917)
- The Inner Shrine, regia di Frank Reicher (1917)
- Stranded in Arcady, regia di Frank Hall Crane (1917)
- The Rise of Jenny Cushing, regia di Maurice Tourneur (1917)
- Sylvia of the Secret Service, regia di George Fitzmaurice (1917)
- The Eternal Temptress, regia di Émile Chautard (1917)
- Vengeance Is Mine, regia di Frank Hall Crane (1917)
- Woman and Wife, regia di Edward José (1918)
- The Whispering Chorus, regia di Cecil B. DeMille (1918)
- Old Wives for New, regia di Cecil B. DeMille (1918)
- We Can't Have Everything, regia di Cecil B. DeMille (1919)
- The Girl Who Came Back, regia di Robert G. Vignola (1918)
- Women's Weapons, regia di Robert G. Vignola (1918)
- The Squaw Man, regia di Cecil B. DeMille (1918)
- Perché cambiate marito? (Don't Change Your Husband), regia di Cecil B. DeMille (1919)
- Maggie Pepper, regia di Chester Withey (1919)
- For Better, for Worse, regia di Cecil B. DeMille (1919)
- A Daughter of the Wolf, regia di Irvin Willat (1919)
- Behold My Wife, regia di George Melford (1920)
- Something to Think About, regia di Cecil B. DeMille (1920)
- The Witching Hour, regia di William Desmond Taylor (1921)
- Fragilità, sei femmina! (The Affairs of Anatol), regia di (non accreditato) Cecil B. DeMille (1921)
- La vita è un sogno (Forever), regia di George Fitzmaurice (1921)
- Mezza pagina d'amore (Don't Tell Everything), regia di Sam Wood (1921)
- Grand Larceny, regia di Wallace Worsley (1922)
- The Hands of Nara, regia di Harry Garson (1922)
- Enter Madame. regia di Wallace Worsley (1922)
- An Old Sweetheart of Mine, regia di Harry Garson (1923)
- Only 38, regia di William C. de Mille (1923)
- Broadway Gold, regia di J. Gordon Cooper e Edward Dillon (1923)
- L'amante del cuore (The Common Law), regia di George Archainbaud (1923)
- Adam's Rib, regia di Cecil B. DeMille (1923)
- Flaming Youth, regia di John Francis Dillon (1923)
- Per diritto divino (By Divine Right), regia di Roy William Neill (1924)
- The Spitfire, regia di Christy Cabanne (1924)
- For Woman's Favor, regia di Oscar Lund (O.A.C. Lund) (1924)
- L'eterno femminino (The Fast Set), regia di William C. deMille (1924)
- The Age of Innocence, regia di Wesley Ruggles (1924)
- The Triflers, regia di Louis J. Gasnier (1924)
- This Verdict (1925)
- Capital Punishment, regia di James P. Hogan (1925)
- Wasted Lives, regia di John Gorman (1925)
- The Verdict, regia di Fred Windemere (1925)
- Stella Maris, regia di Charles Brabin (1925)

### Film o documentari dove appare Elliott Dexter
- Souls for Sale, regia di Rupert Hughes (1923)
- Mary of the Movies, regia di John McDermott (1923)
- Hello, 'Frisco, regia di Slim Summerville (1924)